# World Open (scacchi)
Il World Open è un torneo di scacchi open (aperto a tutti) che si svolge ogni anno solitamente a Filadelfia (Pennsylvania), negli Stati Uniti. Alcune edizioni si sono svolte in altre città, tra cui New York. È organizzato dalla Continental Chess Association, sotto il controllo della United States Chess Federation.
Il torneo si gioca nella prima settimana di luglio (con inizio spesso a fine giugno), in modo da comprendere durante il suo svolgimento il Giorno dell'Indipendenza, che fu proclamata proprio a Filadelfia il 4 luglio 1776.
Il World Open è uno dei tornei aperti a tutti più importanti del mondo, che attira nel torneo principale (Top Section) grandi maestri e altri forti giocatori da ogni paese, grazie anche al ricco montepremi (nell'edizione del 2010 era di 250.000 dollari, col primo premio di 17.400 dollari).
La prima edizione si svolse a New York nel 1973 e vi parteciparono 732 giocatori, suddivisi in due sezioni: open (aperta a tutti) e booster (riservata ai giocatori con Elo inferiore ai 1800 punti). Si trattò di un record di partecipazione per tornei negli Stati Uniti. La sezione open fu vinta dallo statunitense Walter Browne con 9 punti su 10. L'edizione del 1986 stabilì un nuovo record di partecipazione con 1506 giocatori, suddivisi in sei sezioni in base all'Elo.

## Vincitori del torneo principale
In molte edizioni diversi giocatori terminarono a pari punti. È riportato il giocatore che ha vinto gli spareggi (World Open Champion)..
Il torneo del 2020 si è svolto online a causa delle restrizioni imposte dalla pandemia di COVID-19.
Nell'ultima colonna è indicato il numero totale di partecipanti per alcune edizioni.
| #  | Anno | Località        | Vincitore              | Paese            | Nr. Part. |
| -- | ---- | --------------- | ---------------------- | ---------------- | --------- |
| 1  | 1973 | New York        | Walter Browne          | Stati Uniti      | 732       |
| 2  | 1974 | New York        | Bent Larsen            | Danimarca        | 791       |
| 3  | 1975 | New York        | Pál Benkő              | Stati Uniti      | 815       |
| 4  | 1976 | New York        | Anatolij Lejn          | Stati Uniti      | 770       |
| 5  | 1977 | Filadelfia      | John Fedorowicz        | Stati Uniti      | 922       |
| 6  | 1978 | Filadelfia      | Peter Biyiasas         | Canada           | 1063      |
| 7  | 1979 | Filadelfia      | Haukur Angantysson     | Islanda          | 863       |
| 8  | 1980 | Filadelfia      | Larry Christiansen     | Stati Uniti      | 776       |
| 9  | 1981 | New Paltz       | Igor Ivanov            | Stati Uniti      | 702       |
| 10 | 1982 | Filadelfia      | Nick de Firmian        | Stati Uniti      | 906       |
| 11 | 1983 | New York        | Kevin Spraggett        | Canada           | 1257      |
| 12 | 1984 | Valley Forge    | Joel Benjamin          | Stati Uniti      | ≈ 500     |
| 13 | 1985 | Filadelfia      | Maxim Dlugy            | Stati Uniti      | 1251      |
| 14 | 1986 | Filadelfia      | Nick de Firmian        | Stati Uniti      | 1506      |
| 15 | 1987 | Filadelfia      | Boris Gul'ko           | Stati Uniti      | 1293      |
| 16 | 1988 | Filadelfia      | Maxim Dlugy            | Stati Uniti      | ≈ 1100    |
| 17 | 1989 | Filadelfia      | Michail Gurevič        | Unione Sovietica | 1127      |
| 18 | 1990 | Filadelfia      | Igor' Glek             | Unione Sovietica | 1158      |
| 19 | 1991 | Filadelfia      | Gata Kamskij           | Stati Uniti      | ≈ 1200    |
| 20 | 1992 | Filadelfia      | Grigorij Kajdanov      | Stati Uniti      | 1125      |
| 21 | 1993 | Filadelfia      | Alex Yermolinsky       | Stati Uniti      | 1127      |
| 22 | 1994 | Filadelfia      | Artashes Minasian      | Armenia          | 1267      |
| 23 | 1995 | Filadelfia      | Alex Yermolinsky       | Stati Uniti      | 1482      |
| 24 | 1996 | Filadelfia      | Alex Yermolinsky       | Stati Uniti      | 1407      |
| 25 | 1997 | Filadelfia      | Alexander Shabalov     | Stati Uniti      | ...       |
| 26 | 1998 | Filadelfia      | Alexander Goldin       | Stati Uniti      | 1335      |
| 27 | 1999 | Filadelfia      | Gregory Serper         | Stati Uniti      | 1470      |
| 28 | 2000 | Filadelfia      | Joel Benjamin          | Stati Uniti      | 1235      |
| 29 | 2001 | Filadelfia      | Alexander Goldin       | Stati Uniti      | 1302      |
| 30 | 2002 | Filadelfia      | Kamil Mitoń            | Polonia          | 1300      |
| 31 | 2003 | Filadelfia      | Jaan Ehlvest           | Estonia          | 1413      |
| 32 | 2004 | Filadelfia      | Varuzhan Akobian       | Stati Uniti      | 1208      |
| 33 | 2005 | Filadelfia      | Kamil Mitoń            | Polonia          | 1095      |
| 34 | 2006 | Filadelfia      | Gata Kamskij           | Stati Uniti      | ≈ 1400    |
| 35 | 2007 | Valley Forge[2] | Varuzhan Akobian       | Stati Uniti      | ...       |
| 36 | 2008 | Filadelfia      | Evgenij Naer           | Russia           | ≈ 1200    |
| 37 | 2009 | Filadelfia      | Evgenij Naer           | Russia           | 1350      |
| 38 | 2010 | Valley Forge    | Viktor Láznička        | Repubblica Ceca  | ≈ 1200    |
| 39 | 2011 | Filadelfia      | Gata Kamskij           | Stati Uniti      | ...       |
| 40 | 2012 | Filadelfia      | Ivan Sokolov           | Paesi Bassi      | ...       |
| 41 | 2013 | Arlington       | Varuzhan Akobian       | Stati Uniti      | ...       |
| 42 | 2014 | Arlington       | Ilya Smirin            | Israele          | ...       |
| 43 | 2015 | Arlington       | Alex Lenderman         | Stati Uniti      | ...       |
| 44 | 2016 | Filadelfia      | Papp Gabor             | Ungheria         | ...       |
| 45 | 2017 | Filadelfia      | Tigran L. Petrosian    | Armenia          |           |
| 46 | 2018 | Filadelfia      | Illja Nyžnyk           | Ucraina          |           |
| 47 | 2019 | Filadelfia      | Lê Quang Liêm          | Vietnam          |           |
| 48 | 2020 | online          | Sanan Sjugirov[3]      | Russia           |           |
| 49 | 2021 | Filadelfia      | Hans Niemann[4]        | Stati Uniti      |           |
| 50 | 2022 | Filadelfia      | Mikhail Antipov[5]     | FIDE             |           |
| 51 | 2023 | Filadelfia      | Fidel Corrales Jimenez | Stati Uniti      |           |
| 52 | 2024 | Filadelfia      | Awonder Liang          | Stati Uniti      |           |
| 53 | 2025 | Filadelfia      | Bharath Subramaniyam   | India            |           |